# Friedrich Joseph Porcher
Friedrich Joseph Porcher, auch Borcher oder Porchers (* 1814 in Köln; † 12. Februar 1877 ebenda) war ein deutscher Bildhauer, Maler und Lithograf.

## Leben und Werk
Porcher wurde in Köln geboren und lebte dann für mehrere Jahre in München, wo er von Ludwig Schwanthaler an der Kunstakademie München ausgebildet wurde. Seine hohe Reputation als Bildhauer veranlasste die preußische Behörden in Köln, seinem Entwurf zur Fassadengestaltung eines neuen Wachthauses mit einer zunächst als Bronze geplanten Arbeit zuzustimmen. Ausgeführt wurde ein um 1840 gestaltetes Relief, dessen Figuren als zwei ruhende Krieger den Giebel im Portikus eines Wachgebäudes zierten. Die dann jedoch in Sandstein gearbeitete Plastik war der Blickfang eines im klassizistischen Stil errichteten Bauwerkes am Kölner Waidmarkt.

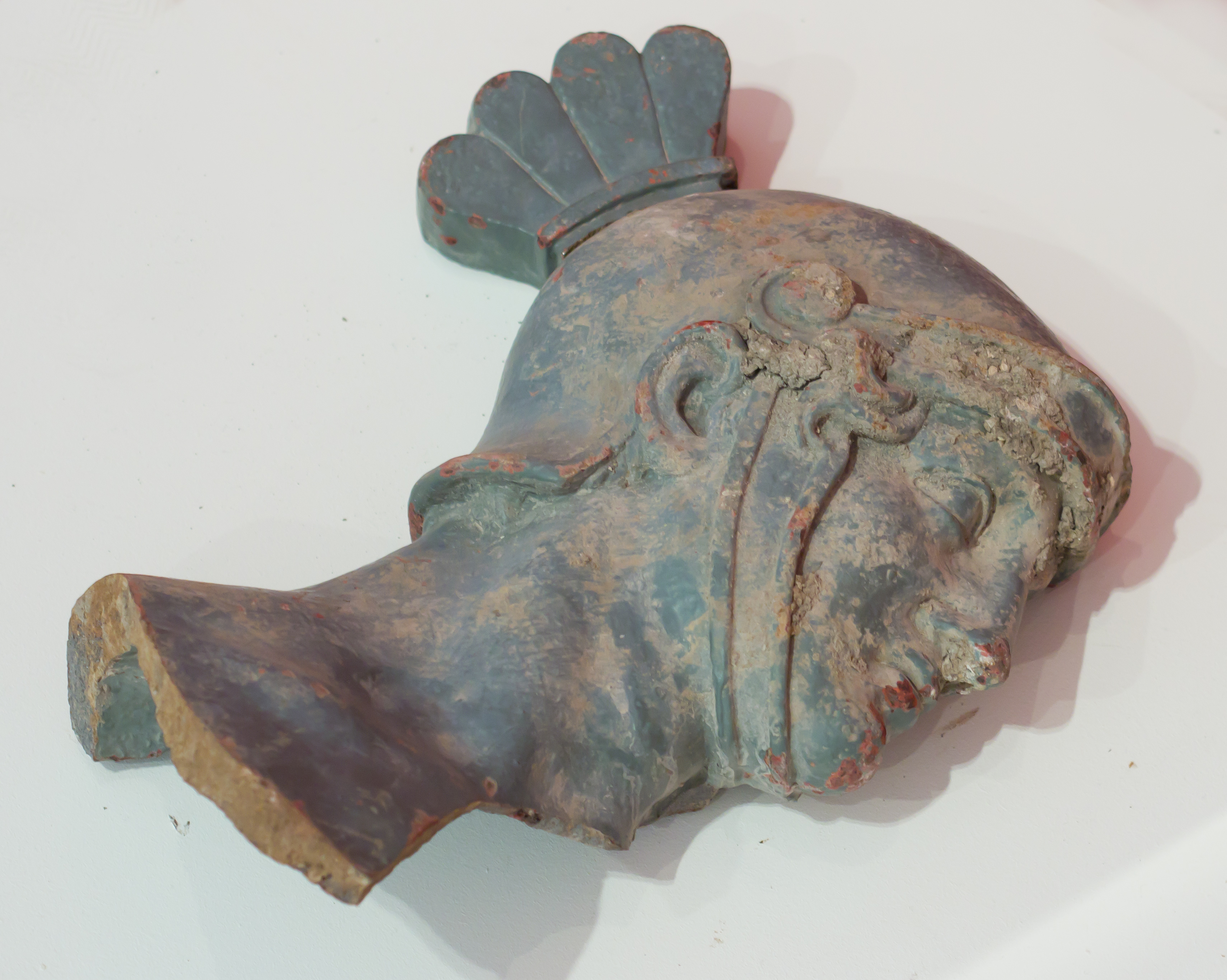
Relikt des Giebelfrieses nach dem Abbruch, Ausstellung im Kölnischen Stadtmuseum
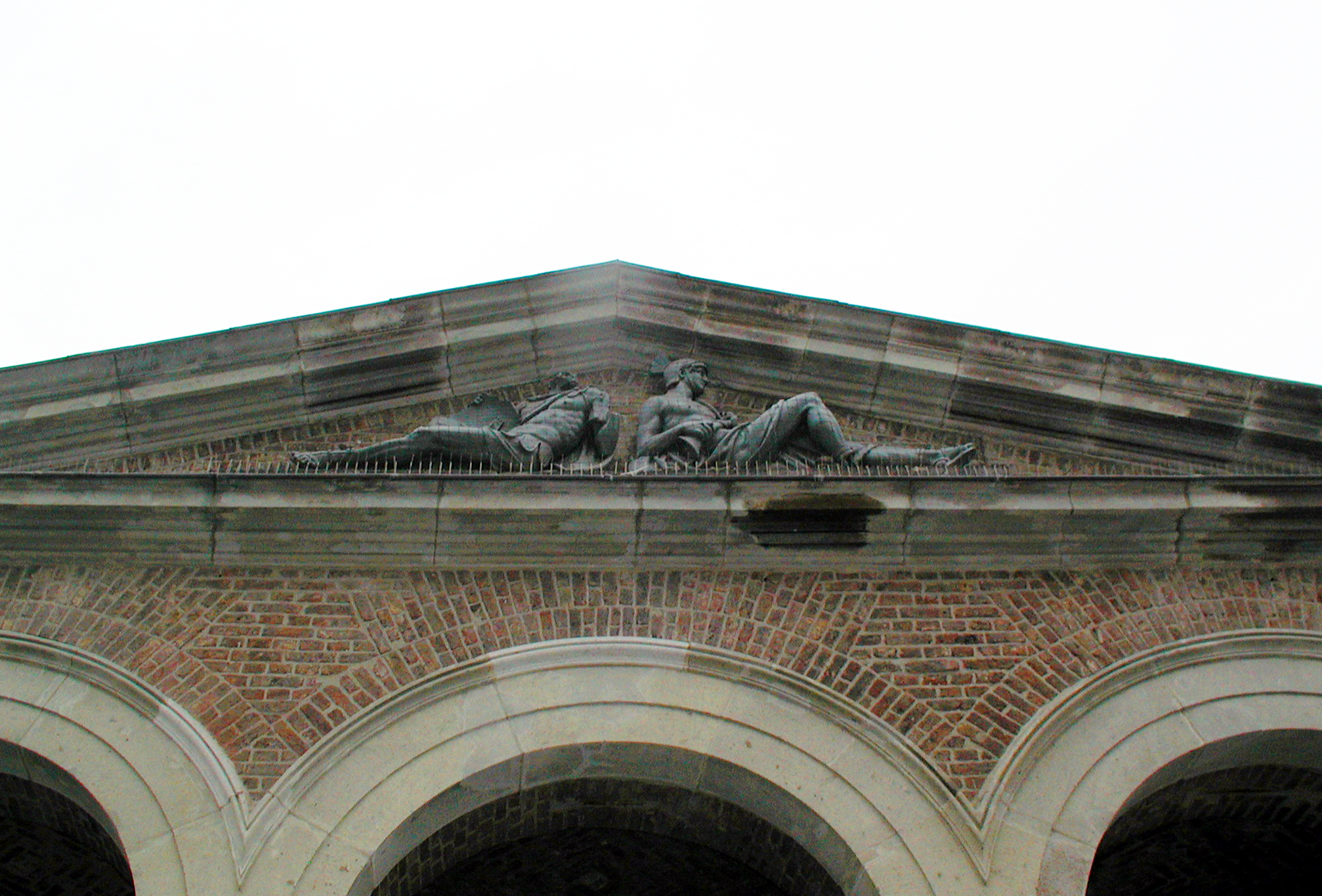
Figurengruppe der ruhenden Krieger
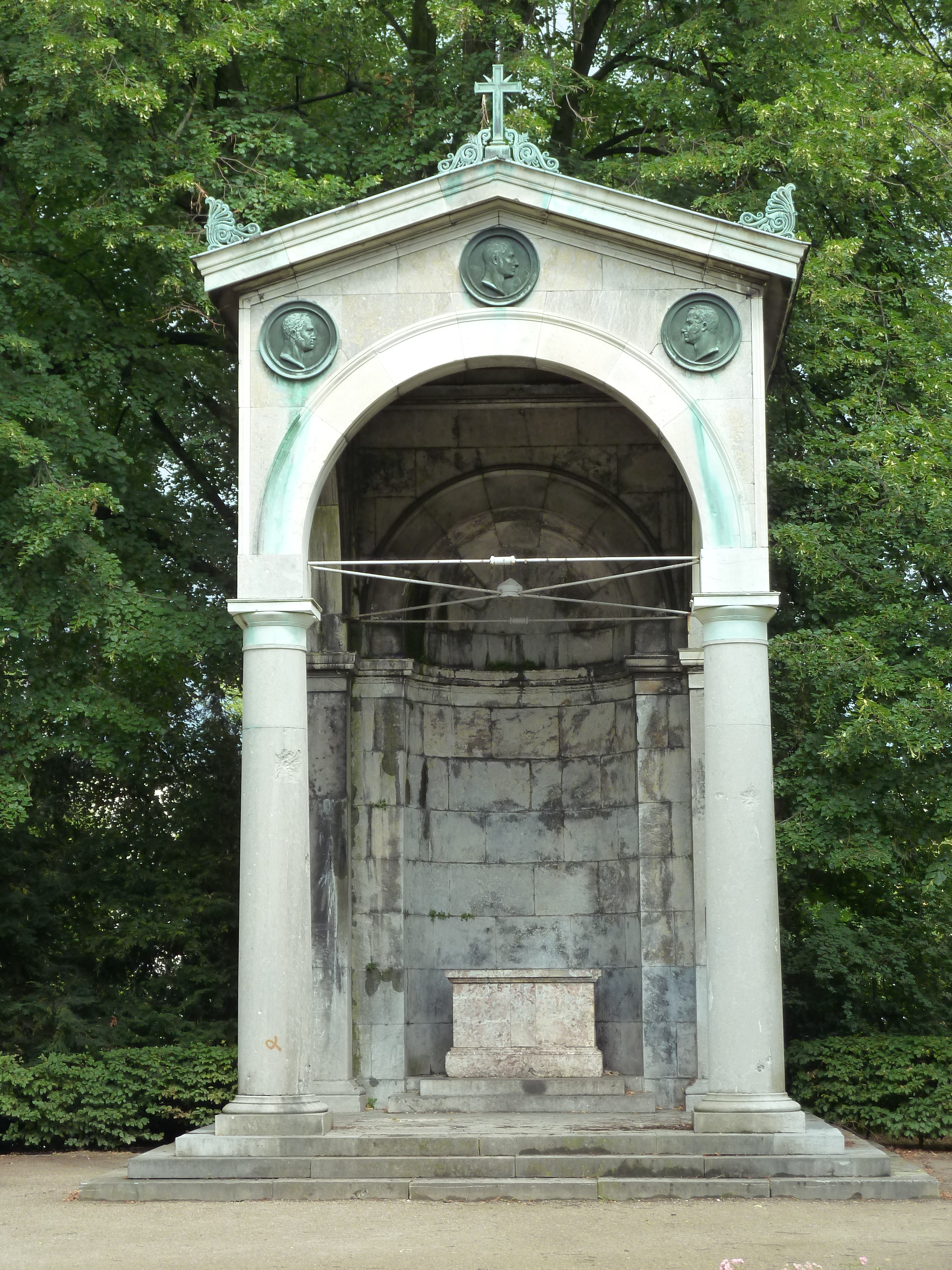
Kongressdenkmal, Aachen

Das Kölner Relief überdauerte zwei Weltkriege und wurde im Zusammenhang mit dem Einsturz des Kölner Archivgebäudes im Jahr 2009 wegen mangelnder Sicherungsmaßnahmen für gefährdete benachbarte Bauwerke zerstört. Die wahrscheinlich ebenfalls auf Porcher zurückzuführenden Bronzemedaillons mit den Köpfen preußischer Monarchen befinden sich an dem in Aachener Stadtgarten errichteten Kongreßdenkmal. Das zwischen 1841 und 1844 aus Carrara-Marmor errichtete Denkmal fußt ebenfalls auf dem Stil Schinkels und erhielt, wie die Alte Wache, ein schmückendes Giebelfries. Er wandte sich mehr und mehr der Malerei zu und verzichtete auf die Anfertigung von Skulpturen.
Zu seinen Werken, die in Ausstellungen des Kölnischen Kunstvereins zeigte gehörten:
- 1839: Zwei Handzeichnungen: Meister Gerhard legt dem Erzbischof Konrad den Plan des Kölner Domes vor und die Schlacht im antiken Style
- 1840: Perseus, die Andromeda befreiend Relief in Gips
- 1841: Ein Faun und eine Nymphe Zwei Statuetten
- 1842: Büste des Dr. Monheim in Aachen Gips und Ein Evangelist. Statuette
- 1843: Männliches Porträt, Siegfrieds Tod, Männliches und weibliches Porträt Medaillons in Gips
- 1848: Der Erzengel Michael Handzeichnung

1849 gab er mehrere Karikaturen in Lithographie heraus (teilweise signiert mit F. Porch).